# Liste des maires de Gordes
Cet article dresse une liste par ordre de mandat des maires de Gordes.

## Liste des maires
| Période                                  | Période                  | Identité                                                                       | Étiquette | Qualité             |
| ---------------------------------------- | ------------------------ | ------------------------------------------------------------------------------ | --------- | ------------------- |
| Les données manquantes sont à compléter. |                          |                                                                                |           |                     |
|                                          |                          | Joseph Denante, mentionné le 20 mars 1791                                      |           |                     |
| septembre 1792                           | 1796                     | Firmin Moutin                                                                  |           |                     |
|                                          | Démission le 14 mai 1799 | M. Payan                                                                       |           |                     |
| 1799                                     | 1800                     | André Antoine Joseph Jouve                                                     |           |                     |
| 6 juillet 1800                           | 1813                     | François Marie de Gaudin                                                       |           |                     |
| 1813                                     | 1823                     | Pierre Jean Joseph François de Gaudin dit "Gaudin Fils" (fils aîné du suivant) |           |                     |
| 1823                                     | 1830                     | Charles Maximilien Vaison                                                      |           |                     |
| 1831                                     | 1834                     | Philippe Ripert                                                                |           |                     |
| 1835                                     | 1842                     | Joseph Moulin                                                                  |           |                     |
| février 1842                             | mai 1842                 | François Icard                                                                 |           |                     |
| 1842                                     | 9 octobre 1846           | Firmin Viens                                                                   |           |                     |
| 3 octobre 1843                           | 1843                     | Fortunat Germain, dit Saint Martin                                             |           |                     |
| 1846                                     | 1848                     | Louis Roustan                                                                  |           |                     |
| 1849                                     | 1851                     | Fortunat Germain, dit Saint Martin                                             |           |                     |
| 1849                                     | 1851                     | François Tournefort                                                            |           |                     |
| 15 décembre 1851                         | 1855                     | Pierre Donnier                                                                 |           |                     |
| juin 1855                                | août 1855                | Charles Maillet                                                                |           |                     |
| 1855                                     | 1866                     | Louis Moulin                                                                   |           |                     |
| 1866                                     | 6 juin 1879              | Charles Paul Roustan                                                           |           |                     |
| novembre 1870                            | mai 1871                 | Hilarion Perret                                                                |           |                     |
| juin 1871                                | août 1879                | Joseph Peyron                                                                  |           |                     |
| 29 juin 1879                             | 1882                     | Joseph Félix Hilarion Vayson                                                   |           |                     |
| 24 juin 1882                             | 1885                     | Daniel Appy                                                                    |           |                     |
| 1885                                     | 1888                     | Samuel Germain                                                                 |           |                     |
| 1888                                     | 1889                     | Henri Bagnoly                                                                  |           |                     |
| 1889                                     | 1920                     | Samuel Germain                                                                 |           |                     |
| 1920                                     | 1944                     | Hilarion Rivarel                                                               |           |                     |
| 1944                                     | 1945                     | Émile Roure                                                                    |           |                     |
| 1945                                     | 1947                     | Maurice Bourgue                                                                |           |                     |
| 1947                                     | 1977                     | Justin Bonfils                                                                 | CNIP      | Agriculteur         |
| 1977                                     | 1983                     | Marcel Florent                                                                 | SE        | Agriculteur         |
| 1983                                     | avril 2015               | Maurice Chabert                                                                | UMP       | Professeur          |
| avril 2015                               | février 2018             | Richard Kitaeff                                                                | SE        | Avocat              |
| février 2018,                            | 28/05/2020               | Françoise Rambaud                                                              |           | Exploitant agricole |
| 2020                                     | en cours                 | Richard Kitaeff                                                                | SE        | Avocat              |